# Élections européennes de 1999 en Irlande
Les élections européennes se sont déroulées en juin 1999 pour désigner les 15 députés européens Irlandais du Parlement européen.  Les élections ont été organisées selon le système du scrutin à vote unique transférable avec vote préférentiel. Pour l'Irlande du Nord, voir la section britannique correspondante.

## Résultats
| Parti | Parti              | Chef du parti | Voix de première préférence | %    | ±%   | Sièges | ±  |
| ----- | ------------------ | ------------- | --------------------------- | ---- | ---- | ------ | -- |
|       | Fine Gael          | John Bruton   | 342 171                     | 24.6 | +0.3 | 4      | 0  |
|       | Fianna Fáil        | Bertie Ahern  | 537 757                     | 38.6 | +3.6 | 6      | -1 |
|       | Sinn Féin          | Gerry Adams   | 88 165                      | 6.3  | +3.3 | 0      | 0  |
|       | Parti travailliste | Ruairi Quinn  | 121 542                     | 8.7  | -2.3 | 1      | 0  |
|       | Parti vert         |               | 93 100                      | 6.7  | -1.2 | 2      | 0  |
|       | Parti socialiste   | Joe Higgins   | 10 619                      | 0.8  | +0.8 | 0      | 0  |
|       | Indépendants       | Indépendants  | 198 386                     | 14.3 | +7.4 | 2      | +1 |
| Total | Total              | Total         | 1 391 740                   | 100  | –    | 15     | –  |

## Analyse
La majorité continue de progresser ainsi que l'extrême droite qui ne parvient pas à obtenir de siège. Recul important des forces de gauche dans l'ensemble. Les verts réussissent à conserver leurs deux sièges;

## Élus
- circonscription de Dublin :

1. Proinsias De Rossa, Travaillistes, groupe socialiste
2. Patricia McKenna, Parti vert, Verts européens
3. Mary Banotti, Fine Gael, groupe du PPE
4. Niall Andrews, Fianna Fáil, groupe UEN

- Circonscription Connacht-Ulster

1. Pat Gallagher Fianna Fáil, groupe UEN
2. Joe McCartin Fine Gael, groupe PPE
3. Dana Rosemary Scallon  Indépendants,

- Circonscription Leinster

1. Nuala Ahern Parti vert, Verts européens
2. Avril Doyle Fine Gael, groupe PPE
3. Jim Fitzsimons Fianna Fáil, groupe UEN
4. Liam Hyland Fianna Fáil, groupe UEN

- Circonscription Munster

1. John Cushnahan Fine Gael, groupe PPE
2. Gerry Collins Fianna Fáil, groupe UEN
3. Brian Crowley Fianna Fáil, groupe UEN
4. Pat Cox  Indépendant